# 토파쉬
토파쉬(튀르키예어: Tofaş)는 ㈜터키 자동차(튀르키예어: Türk Otomobil Fabrikası Anonim Şirketi)의 줄임말로서 터키, 부르사에 위치한 자동차 생산기업으로 자체 생산 차량과 피아트 자동차 모델을 면허 생산하고 있다. 터키 코치 그룹과 피아트 그룹의 공통투자 회사로 37.8%의 동일한 지분을 소유하고 있으며, 나머지 24.3%는 다른 이들이 소유하고 있다.

## 역사

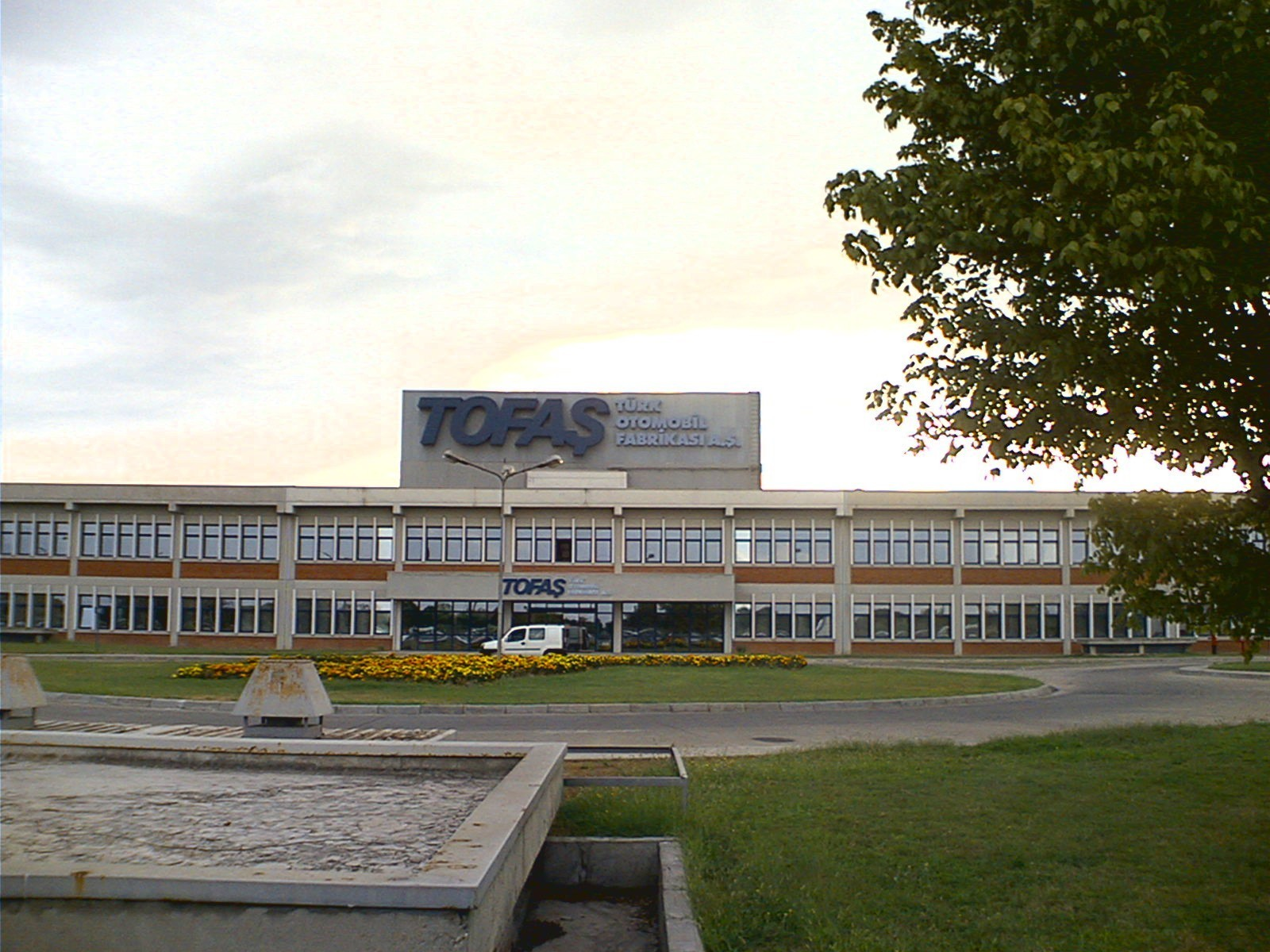
토파쉬 공장 전경

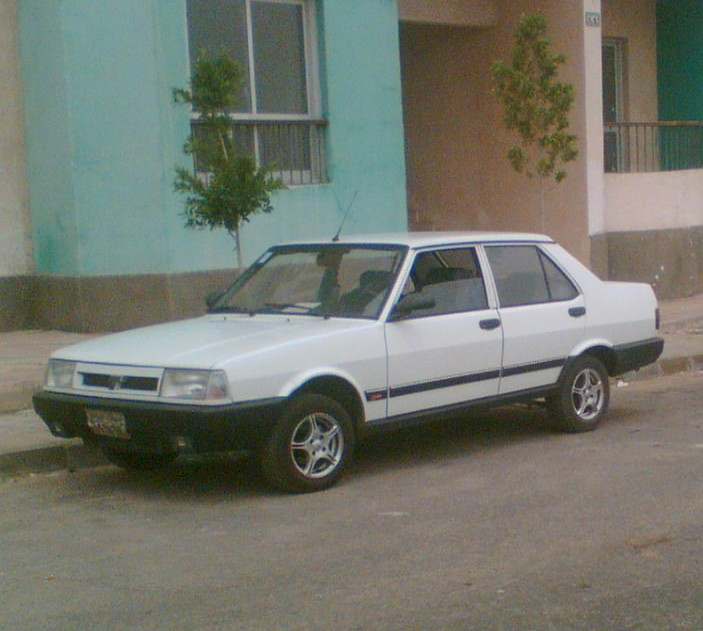
토파쉬 Şahin 모델

토파쉬에서 생산한 첫 번째 모델은 피아트 124를 면허 생산한 Murat 124다. 이 모델 이후 피아트 131, Murat, Şahin을 오랫동안 생산했다. 1991년 이집트, Nasr자동차에서 토파쉬 자동차를 면허 생산한다. 오늘날까지 토파쉬는 피아트사와 긴밀한 관계를 형성하고 있으며 터키 국내와 국외에서 자동차를 생산하고 있다.

## 생산 모델
토파쉬가 생산한 피아트 모델:
- Palio,
- Albea,
- Doblò,
- Linea,
- Qubo
- Fiorino 2007

토파쉬가 생산한 구형 모델들:
- 피아트 124
- 피아트 131
- Regata
- Tipo
- Tempra
- Uno
- Brava
- Marea

## 같이 보기
- 피아트